# Talagi repülőtér
A Talagi repülőtér (IATA: ARH, ICAO: ULAA) (orosz nyelven: Аэропорт Архангельск (Тала́ги) имени Ф.А. Абрамова) nemzetközi repülőtér Oroszországban, amely Arhangelszk közelében található. Éves utasforgalma 1 000 000 fő (2022).

## Futópályák
A repülőtér futópályái:
- 08/26 (2500 m, 44 m, beton)

## Forgalom
Az utasforgalom az elmúlt években az alábbi módon változott:
| Utasok száma | 343 000 | 650 000 | 243 000 | 328 000 | 640 889 | 703 759 | 801 387 | 891 867 | 643 511 | 1 000 000 |
|              | 1965    | 1975    | 1996    | 2005    | 2010    | 2012    | 2015    | 2017    | 2020    | 2022      |